# 奧伊斯特貝科夫 (紐約州)
奧伊斯特貝科夫（英語：Oyster Bay Cove）是位於美國紐約州拿騷縣的村。

## 人口
根據2020年美國人口普查的數據，奧伊斯特貝科夫的面積為11.02平方千米，當中陸地面積為10.84平方千米，而水域面積為0.18平方千米。當地共有人口2265人，而人口密度為每平方千米206人。